# Joe Quimby
 (avril 2024).
Si vous disposez d'ouvrages ou d'articles de référence ou si vous connaissez des sites web de qualité traitant du thème abordé ici, merci de compléter l'article en donnant les références utiles à sa vérifiabilité et en les liant à la section « Notes et références ».

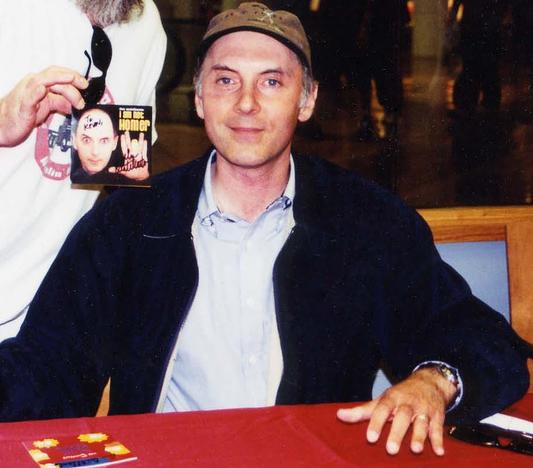
Dan Castellaneta, acteur de doublage américain de "Joe" Quimby dans Les Simpson.

Diamond Joseph "Joe" Quimby (de son vrai nom: Joséph Fitzgerald O'Maley Fitzpatrick O'Donnell Grande Gueule Quimby dans l'épisode 1 de la saison 20) est l'un des personnages de la série animée Les Simpson, créée par Matt Groening. 
Il est le maire corrompu de la ville de Springfield, et appartient au Parti démocrate.
Grand magouilleur, très mauvais maire, autoritaire, arrogant, fou, égoïste, trompeur, ultra corrompu, détourneur de fonds publics, il en est à son 6e mandat consécutif (Quimby truque les élections). Bart et Lisa l'aideront dans sa campagne contre Tahiti Bob et lui feront gagner les élections. Dans cet épisode, Lisa s'étonne "qu'un criminel notoire (Tahiti Bob) recueille autant de voix et qu'un autre criminel notoire en recueille si peu".
Dans l'épisode L'enfer du jeu, Quimby propose de déménager dans une autre ville rentable où il ferait venir ses citoyens.
Il a remporté les dernières élections car son opposant portait un nom arménien trop long et peu pratique à arborer sur les tracts (Petrovichnyamilenkossaryan).
Il est connu pour cultiver de la marijuana dans son bureau et avoir de nombreuses relations extraconjugales, notamment avec des mannequins (Miss Springfield). Sa femme Martha, toujours vêtue d'un tailleur rose, et qui travaillait autrefois dans la maison close de Springfield (la "Maison Derrière") le surprend d'ailleurs souvent en flagrant délit. Quimby a aussi un fils et un neveu, Freddy Quimby, jeune adulte au comportement grossier et violent. Il révèle sa francophobie dans une des séquences du Simpson Horror Show VIII.
Dans ses expressions, on retrouve souvent le "Ich bin ein..." repris du très célèbre Ich bin ein Berliner de John F. Kennedy en 1963 à Berlin. On le retrouve notamment dans le 1er épisode de la saison 5 où il dit "Ich bin ein client de la foire au troc de Springfield" ou "Ich bin eine Springfielder". 

## Inspirations
Quimby et sa femme sont fortement inspirés par le couple Kennedy.

### Doublage
- VO : Dan Castellaneta
- VF : Michel Modo (saison 1/19) - Gérard Rinaldi (saison 19/22) - Xavier Fagnon (depuis la saison 23)
- VQ : Mario Desmarais

## Anecdote
- Bien que Joe Quimby a peut-être commis des actes trompeurs dans tout Springfield, il est quand même le plus sombre des antihéros de la série.